# Kealsie Robles
Pour les articles homonymes, voir Robles.
Kealsie Robles est une joueuse américaine de hockey sur gazon. Elle évolue au poste de gardien de but au Focus Field Hockey Club et avec l'équipe nationale américaine.

## Biographie
- Naissance le 28 février 1997 à Seaford[2].
- Élève à l'Université Old Dominion de 2015 à 2020 et à York High School depuis 2021.

## Carrière
Elle a fait ses débuts avec l'équipe première en septembre 2018 à Osaka lors d'un tournoi des 4 nations sur invitation.

## Palmarès
- : 3e aux Jeux panaméricains 2019.